# Бражуоле (река)
Бражуоле, Бражола (лит. Bražuolė) — река на юго-востоке Литвы, в Дзяукойском нагорье, протекающая по территории Тракайского района и Электренского самоуправления, является левым притоком Вилии.
Длина реки составляет 22,7 км, площадь бассейна 109,4 км², ширина 4—5 м, глубина 0,3—0,7 м. Скорость течения 0,2 м/с, средний расход воды 0,9 м³/с. Средний уклон реки составляет 274 м/км.

## Происхождение названия
Название образовано от слов bražeti ("царапать), bražuati («брить»).

## География
Начинается в Тракайском районе у села Бражуоле, примерно в 500 м к северу от берегов озёр Акмена и Гальве. Течёт на север и северо-запад через заболоченную долину, протекает через озеро Вилунишкес. Восточнее города Вевис она поворачивает на восток, течёт вдоль железной дороги Кайшядорис — Вильнюс. В региональном парке Нерис впадает в Вилию в 125 км от устья, недалеко от села Папишки. Высота устья — 166,7 метра над уровнем моря.

### Населённые пункты и переправы на реке
Вдоль реки Бражуоле расположены населённые пункты: Бражуоле, Страждискес, Гратишкес, Вилунишкес, Балтамишкис, Казмеришкес.

## В истории
6 ноября 1994 года была предпринята попытка диверсии в Бражуоле на железнодорожном мосту через реку Бражуоле к северо-востоку от Вевиса.